# Champagner in Paris
Champagner in Paris ist eine US-amerikanische Filmkomödie aus dem Jahr 1962 nach dem gleichnamigen Roman von Marrijane und Joseph Hayes.

## Handlung
Harry Willard ist Installateur in der Kleinstadt Terre Haute in Indiana. Mit seiner Frau Katie plant er schon seit Jahren eine große Reise. Nun können sie ihren Traum verwirklichen und mit ihren Kindern, den Teenagern Amy und Elliott und dem 12-jährigen Skipper, losfahren. Sie reisen nach New York, um dort an Bord eines Schiffes nach Europa zu gehen.
Noch vor der Abreise lernt Amy den Playboy Nick O’Mara kennen, den Sohn eines Amerikaners, der in den europäischen Adel eingeheiratet hat. In Paris gönnt sich Katie eine neue Frisur, was sofort die Aufmerksamkeit des attraktiven Ungarn Rudolph erregt. Elliott unterdessen freundet sich mit einem französischen Mädchen an. Harry sorgt sich zur gleichen Zeit um den lustlosen Skipper und versucht, ihn mit einem Besuch des Pariser Abwassersystems aufzuheitern. Die beiden verirren sich bei ihrer Tour in dem Labyrinth.
Nachdem Vater und Sohn wieder zur übrigen Familie gestoßen sind, geht es an die Riviera. Bei einer Cocktailparty von Nicks Mutter schlägt Harry Rudolph k. o. Der Urlaub endet, und die Familie Willard reist zurück in ihre beschauliche Heimat.

## Kritik
Das Lexikon des internationalen Films beschrieb den Film als „mit viel Sentiment im Stil kitschiger Postkarten inszenierte harmloseste Unterhaltung.“
Die Filmzeitschrift Cinema urteilte: „Obwohl der Film von Disney produziert wurde, ist er selbst für Kinder noch zu anspruchslos. Fazit: Nix Champagner, gerade mal Selters.“
Bosley Crowther von der New York Times schrieb, alles Mögliche an Unirdischen und Klischeehaften, inklusive des tölpelhaften Gebarens von amerikanischen Provinzlern, wurde von Bill Walsh für diese Familien-Odyssee ausgegraben.
Auch der Evangelische Film-Beobachter hält nicht viel von dem Streifen: „Wegen der einseitigen Verniedlichung des in Ansätzen vorhandenen echten Familiengefühls und der totalen Verzuckerung aller Wirklichkeit hat diese zähflüssige, im Bilderbuchstil gehaltene Disney-Produktion für Erwachsene eine einschläfernde Wirkung und als Familienfilm nur beschränkten Unterhaltungswert.“

## Auszeichnungen
Bei der Oscarverleihung 1963 wurde Bill Thomas in der Kategorie Bestes Kostümdesign in Farbe und Robert O. Cook in der Kategorie Bester Ton für den Oscar nominiert.

## Hintergrund
Die Premiere hatte der Film am 17. Mai 1963. In Deutschland wurde er erstmals am 25. Februar 1966 im Kino gezeigt.
Gedreht wurde in Paris und an der Côte d’Azur. Die Szenen auf dem Schiff wurden an Bord der SS United States gedreht.